# Saison 1934-1935 du Stade rennais UC
Maillots
Chronologie
Saison précédente Saison suivante
La saison 1934-1935 du Stade rennais Université Club débute le 26 août 1934 avec la première journée de Championnat de France de Division 1, pour se terminer le 12 mai 1935 avec la dernière journée de cette même compétition.
Le Stade rennais UC est également engagé en Coupe de France.

## Résumé de la saison

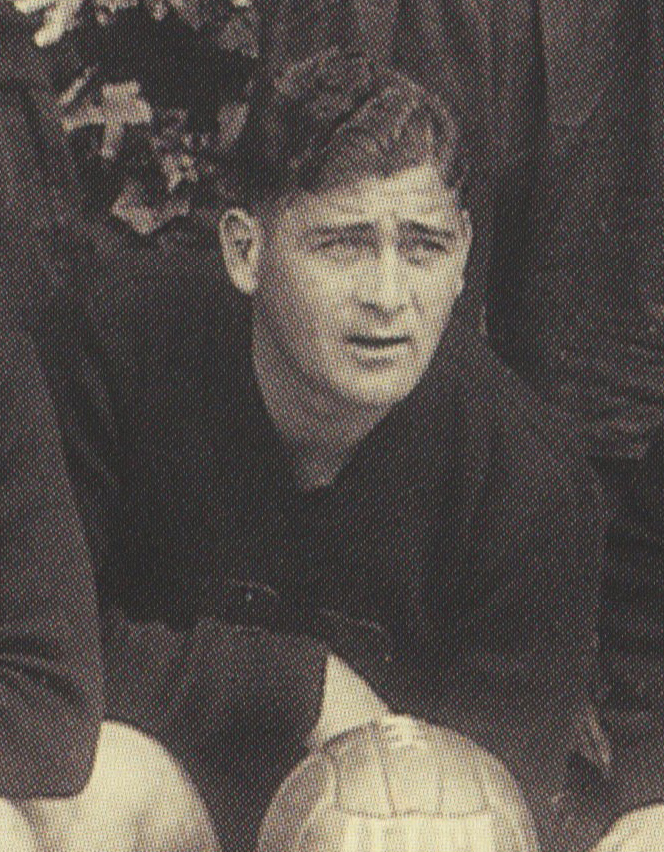
Le joueur du Stade rennais Attilio Bernasconi avant la finale de la Coupe de France 1935.

À la suite de la saison 1933-1934, Josef Schneider conserve le poste d'entraîneur-joueur, mais finit par préférer se concentrer sur la première fonction, et ne s'alignera qu'à dix reprises pendant toute la saison, laissant plus volontiers sa place à la recrue argentine Carlos Volante. Celui-ci figure en bonne place dans le recrutement du Stade rennais UC, en compagnie notamment de l'international Jean Laurent ou de son compatriote Attilio Bernasconi.
Le club ayant conservé ses meilleurs éléments, et notamment son buteur Walter Vollweiler, la saison s'annonce sous les meilleurs auspices. Malheureusement, Vollweiler se blesse gravement dès le début du mois de novembre, et doit déclarer forfait pour le reste de la saison. Un événement qui vient contrarier le redressement de l'équipe rennaise, qui revenait bien après un début de saison compliqué. Bien vite, l'équipe se stabilisera à la onzième place du classement, avant de terminer à la dixième.
Finalement, le principal événement de cette saison aura été le parcours en Coupe de France. Pour la seconde fois après 1922, le Stade rennais se hisse en finale, mais doit une nouvelle fois s'incliner. C'est l'Olympique de Marseille qui vient doucher les espoirs rennais, avec un score de 3 buts à 0 acquis dès la mi-temps. Auparavant, les Rennais avaient réalisé un parcours remarquable, éliminant notamment l'Excelsior de Roubaix et le SC Fives, pensionnaires de l'élite.

## Transferts en 1934-1935
| Nom                | Nationalité | Provenance/Destination    |
| Arrivées           |             |                           |
| William Bambridge  | France      | FC Sète                   |
| René Barlemann     | France      | FC Mulhouse               |
| Attilio Bernasconi | Argentine   | Torino FC                 |
| Georges Boccon     | France      | US Servannaise            |
| Raymond Cauet      | France      | CA Paris                  |
| Gaston Gardet      | France      | OFC Charleville           |
| Jean Laurent       | France      | US Servannaise            |
| Joseph Rouxel      | France      | US Servannaise            |
| Carlos Volante     | Argentine   | Torino FC                 |
| Départs            |             |                           |
| Jacques Jean       | France      | US Servannaise            |
| Jean Pariset       | France      | La Mellinet Nantes        |
| André Postel       | France      | FC Mulhouse               |
| Lucien Vaillant    | France      | US Servannaise            |
| Wackt              | Autriche    | ?                         |
| Marcel Decoux      | France      | Stade rennais UC amateurs |
| Adolphe Touffait   | France      | Stade rennais UC amateurs |
| Robert Le Moal     | France      | Stade rennais UC amateurs |

## L'effectif de la saison
| Poste¹ | Nat.² | Nom                    | Naissance         | Sélection³ | Championnat | Championnat | Coupe France | Coupe France | Total Saison | Total Saison |
| Poste¹ | Nat.² | Nom                    | Naissance         | Sélection³ | M           | But inscrit | M            | But inscrit  | M            | But inscrit  |
| ------ | ----- | ---------------------- | ----------------- | ---------- | ----------- | ----------- | ------------ | ------------ | ------------ | ------------ |
| G      | FRA   | William Bambridge      | 23 juin 1911      | -          | 4           | 0           | 1            | 0            | 5            | 0            |
| A      | FRA   | René Barlemann         | 3 mai 1910        | -          | 11          | 2           | 2            | 1            | 13           | 3            |
| A      | ARG   | Attilio Bernasconi     | 29 septembre 1905 | A          | 5           | 2           | 1            | 0            | 6            | 2            |
| A      | FRA   | Georges Boccon         | ?                 | -          | 14          | 4           | 3            | 3            | 17           | 7            |
| M      | FRA   | Alexandre Cahours      | 16 février 1909   | -          | 24          | 6           | 6            | 4            | 30           | 10           |
| A      | FRA   | Raymond Cauet          | 28 juillet 1910   | B          | 20          | 5           | 0            | 0            | 20           | 5            |
| A      | FRA   | André Chauvel          | 29 juillet 1909   | B          | 27          | 11          | 6            | 3            | 33           | 14           |
| G      | FRA   | Jean Collet            | 21 juin 1911      | -          | 26          | 0           | 5            | 0            | 31           | 0            |
| A      | FRA   | Julien Dominique       | 22 février 1906   | -          | 12          | 1           | 2            | 0            | 14           | 1            |
| M      | FRA   | Gaston Gardet          | 2 avril 1913      | B          | 24          | 1           | 5            | 0            | 29           | 1            |
| A      | ALL   | Walter Kaiser          | 2 novembre 1907   | -          | 14          | 9           | 5            | 3            | 19           | 12           |
| M      | FRA   | Jean Laurent           | 30 décembre 1906  | A          | 30          | 0           | 6            | 0            | 36           | 0            |
| M      | FRA   | Robert Le Moal         | 1er octobre 1903  | B          | 1           | 0           | 0            | 0            | 1            | 0            |
| D      | AUT   | Franz Pleyer           | 23 février 1911   | -          | 29          | 0           | 6            | 0            | 35           | 0            |
| D      | FRA   | Georges Rose           | 30 avril 1910     | A          | 27          | 2           | 6            | 4            | 33           | 6            |
| A      | FRA   | Joseph Rouxel          | 27 avril 1910     | -          | 17          | 7           | 6            | 1            | 23           | 8            |
| M      | AUT   | Josef Schneider        | 1901              | -          | 10          | 0           | 0            | 0            | 10           | 0            |
| A      | ENG   | George William Scoones | 18 novembre 1910  | -          | 4           | 0           | 0            | 0            | 4            | 0            |
| D      | TCH   | Georges Séfelin        | 18 avril 1912     | A          | 1           | 0           | 0            | 0            | 1            | 0            |
| M      | ARG   | Carlos Volante         | ?                 | -          | 22          | 1           | 6            | 1            | 28           | 2            |
| A      | ALL   | Walter Vollweiler      | 17 avril 1912     | -          | 8           | 6           | 0            | 0            | 8            | 6            |

- 1 : G, Gardien de but ; D, Défenseur ; M, Milieu de terrain ; A, Attaquant
- 2 : Nationalité sportive, certains joueurs possédant une double-nationalité
- 3 : sélection la plus élevée obtenue

## Équipe-type
Il s'agit de la formation la plus courante rencontrée en championnat.

## Les rencontres de la saison

### Liste
| Match | Date         | Compétition     | Tour        | Adversaire  | Lieu ¹ | Score | Class. | Buteurs pour le Stade rennais     |
| ----- | ------------ | --------------- | ----------- | ----------- | ------ | ----- | ------ | --------------------------------- |
| 1     | 26 août      | Division 1      | 1           | Red Star    | E      | 1–2   | 12     | Vollweiler                        |
| 2     | 2 septembre  | Division 1      | 2           | Sochaux     | E      | 1–2   | 15     | Vollweiler                        |
| 3     | 9 septembre  | Division 1      | 3           | Lille       | D      | 4-0   | 9      | Vollweiler Chauvel Cauet          |
| 4     | 16 septembre | Division 1      | 4           | Strasbourg  | D      | 0–2   | 13     |                                   |
| 5     | 23 septembre | Division 1      | 5           | Mulhouse    | E      | 2–2   | 13     | Kaiser Chauvel                    |
| 6     | 30 septembre | Division 1      | 6           | Antibes     | D      | 4-1   | 9      | Rouxel Dominique Kaiser Cauet     |
| 7     | 7 octobre    | Division 1      | 7           | Roubaix     | D      | 0–1   | 10     |                                   |
| 8     | 14 octobre   | Division 1      | 8           | Fives       | E      | 4–1   | 12     | Chauvel                           |
| 9     | 21 octobre   | Division 1      | 9           | Alès        | D      | 6–0   | 11     | Cahours Rouxel Vollweiler Chauvel |
| 10    | 28 octobre   | Division 1      | 10          | Cannes      | D      | 3–0   | 9      | Rouxel Chauvel                    |
| 11    | 4 novembre   | Division 1      | 11          | Nîmes       | E      | 2–1   | 8      | Gardet Vollweiler                 |
| 12    | 11 novembre  | Division 1      | 12          | Marseille   | D      | 1-1   | 9      | Rouxel                            |
| 13    | 25 novembre  | Division 1      | 13          | RC Paris    | E      | 1-2   | 10     | Bernasconi                        |
| 14    | 2 décembre   | Division 1      | 14          | Sète        | E      | 0–2   | 11     |                                   |
| 15    | 9 décembre   | Coupe de France | 1/32 finale | Juvisy      | D      | 8-1   | 8-1    | Cahours Rose Chauvel Kaiser       |
| 16    | 23 décembre  | Division 1      | 15          | Red Star    | D      | 3–1   | 11     | Rose Cahours Chauvel              |
| 17    | 25 décembre  | Division 1      | 16          | Sochaux     | D      | 3-3   | 11     | Rose Cahours Barlemann            |
| 18    | 30 décembre  | Division 1      | 17          | Lille       | E      | 1-3   | 11     | Kaiser                            |
| 19    | 1er janvier  | Division 1      | 18          | Strasbourg  | E      | 1–2   | 11     | Kaiser                            |
| 20    | 6 janvier    | Coupe de France | 1/16 finale | AS Brest    | D      | 4-2   | 4-2    | Volante Cahours Barlemann Boccon  |
| 21    | 13 janvier   | Division 1      | 19          | Mulhouse    | D      | 6–2   | 11     | Kaiser Chauvel                    |
| 22    | 20 janvier   | Division 1      | 20          | Montpellier | E      | 1–4   | 11     | Chauvel                           |
| 23    | 27 janvier   | Division 1      | 21          | Antibes     | E      | 0-0   | 11     |                                   |
| 24    | 3 février    | Coupe de France | 1/8 finale  | Roubaix     | N      | 4-2   | 4-2    | Rouxel Kaiser Chauvel Cahours     |
| 25    | 10 février   | Division 1      | 22          | Roubaix     | E      | 0–0   | 11     |                                   |
| 26    | 24 février   | Division 1      | 23          | Fives       | D      | 3–1   | 10     | Volante Barlemann Cauet           |
| 27    | 3 mars       | Coupe de France | 1/4 finale  | Rouen       | N      | 1-0   | 1-0    | Cahours                           |
| 28    | 24 mars      | Division 1      | 24          | Cannes      | E      | 0-3   | 11     |                                   |
| 29    | 28 mars      | Division 1      | 25          | Alès        | E      | 2–3   | 11     | Chauvel Cauet                     |
| 30    | 7 avril      | Coupe de France | 1/2 finale  | Fives       | N      | 3-0   | 3-0    | Boccon Kaiser                     |
| 31    | 14 avril     | Division 1      | 26          | Nîmes       | D      | 2–0   | 10     | Boccon Chauvel                    |
| 32    | 21 avril     | Division 1      | 27          | Marseille   | E      | 1-4   | 10     | Boccon                            |
| 33    | 28 avril     | Division 1      | 28          | RC Paris    | D      | 0–1   | 10     |                                   |
| 34    | 5 mai        | Coupe de France | Finale      | Marseille   | N      | 0-3   | 0-3    |                                   |
| 35    | 9 mai        | Division 1      | 29          | Sète        | D      | 4-1   | 10     | Cahours Bernasconi Chauvel        |
| 36    | 12 mai       | Division 1      | 30          | Montpellier | D      | 4–1   | 10     | Cahours Rouxel Boccon             |

- 1 N : terrain neutre ; D : à domicile ; E : à l'extérieur ; drapeau : pays du lieu du match international

## Bilan des compétitions
| Compétition     | Vainqueur final        | Débute au tour | Place ou tour final | Première rencontre | Dernière rencontre | Nombre |
| --------------- | ---------------------- | -------------- | ------------------- | ------------------ | ------------------ | ------ |
| Division 1      | FC Sochaux             | 1re journée    | 10e                 | 26 août 1934       | 12 mai 1935        | 30     |
| Coupe de France | Olympique de Marseille | 1/32 de finale | Finaliste           | 9 décembre 1934    | 5 mai 1935         | 6      |

### Division 1

#### Classement
| Rang | Équipe               | Pts | J  | G  | N | P  | Bp | Bc | Diff |
| ---- | -------------------- | --- | -- | -- | - | -- | -- | -- | ---- |
| 7    | Olympique Lille      | 31  | 30 | 14 | 3 | 13 | 56 | 46 | +10  |
| 8    | Excelsior de Roubaix | 31  | 30 | 13 | 5 | 12 | 51 | 48 | +3   |
| 9    | Marseille            | 31  | 30 | 13 | 5 | 12 | 76 | 72 | +4   |
| 10   | Rennes               | 27  | 30 | 11 | 5 | 14 | 57 | 49 | +8   |
| 11   | Fives                | 25  | 30 | 12 | 1 | 17 | 45 | 61 | -16  |
| 12   | Red Star             | 23  | 30 | 8  | 7 | 15 | 58 | 72 | -14  |
| 13   | Alès                 | 23  | 30 | 10 | 3 | 17 | 52 | 73 | -21  |

#### Résultats
| Total  | Total  | Total | Total | Total | Total | Total | Total | Domicile | Domicile | Domicile | Domicile | Domicile | Domicile | Extérieur | Extérieur | Extérieur | Extérieur | Extérieur | Extérieur |
| Matchs | Points | V     | N     | D     | BP    | BC    | Diff. | V        | N        | D        | BP       | BC       | Diff.    | V         | N         | D         | BP        | BC        | Diff.     |
| ------ | ------ | ----- | ----- | ----- | ----- | ----- | ----- | -------- | -------- | -------- | -------- | -------- | -------- | --------- | --------- | --------- | --------- | --------- | --------- |
| 30     | 27     | 11    | 5     | 14    | 57    | 49    | +8    | 10       | 2        | 3        | 43       | 15       | +28      | 1         | 3         | 11        | 14        | 34        | -20       |

#### Résultats par journée
| Journée   | 01 | 02 | 03 | 04 | 05 | 06 | 07 | 08 | 09 | 10 | 11 | 12 | 13 | 14 | 15 | 16 | 17 | 18 | 19 | 20 | 21 | 22 | 23 | 24 | 25 | 26 | 27 | 28 | 29 | 30 |
| --------- | -- | -- | -- | -- | -- | -- | -- | -- | -- | -- | -- | -- | -- | -- | -- | -- | -- | -- | -- | -- | -- | -- | -- | -- | -- | -- | -- | -- | -- | -- |
| Terrain   | E  | E  | D  | D  | E  | D  | D  | E  | D  | D  | E  | D  | E  | E  | D  | D  | E  | E  | D  | E  | E  | E  | D  | E  | E  | D  | E  | D  | D  | D  |
| Résultats | D  | D  | V  | D  | N  | V  | D  | D  | V  | V  | V  | N  | D  | D  | V  | N  | D  | D  | V  | D  | N  | N  | V  | D  | D  | V  | D  | D  | V  | V  |
| Points    | 0  | 0  | 2  | 2  | 3  | 5  | 5  | 5  | 7  | 9  | 11 | 12 | 12 | 12 | 14 | 15 | 15 | 15 | 17 | 17 | 18 | 19 | 21 | 21 | 21 | 23 | 23 | 23 | 25 | 27 |
| Place     | 12 | 15 | 9  | 13 | 13 | 9  | 10 | 12 | 11 | 9  | 8  | 9  | 10 | 11 | 11 | 11 | 11 | 11 | 11 | 11 | 11 | 11 | 10 | 11 | 11 | 10 | 10 | 10 | 10 | 10 |

Source : Liste des rencontres

Terrain : D = Domicile ; E = Extérieur. Résultat: D = Défaite ; N = Nul ; V = Victoire.